# Bares für Rares
 (avril 2020).
Si vous disposez d'ouvrages ou d'articles de référence ou si vous connaissez des sites web de qualité traitant du thème abordé ici, merci de compléter l'article en donnant les références utiles à sa vérifiabilité et en les liant à la section « Notes et références ».
Bares für Rares (« De l'argent pour une pépite ») est une émission de télévision allemande présentée par Horst Lichter et produite depuis 2013 par Warner Bros. International Television Production (en) et ZDF. Elle montre des particuliers essayant de vendre des curiosités, des raretés et des antiquités au meilleur prix à un groupe de cinq marchands professionnels après expertise.
En 2018, l'émission remporte la Goldene Kamera du meilleur format dokutainment.

## Déroulement des épisodes
Les objets présentés sont d'abord commentés par un expert, qui vérifie aussi leur authenticité, les répliques et les espèces animales et végétales protégées étant interdits à la vente dans l'émission. Dans le même temps, le présentateur de l'émission s'entretient avec le vendeur au sujet de l'histoire particulière de l'objet et du prix attendu. Si le prix de vente proposé par le vendeur est en adéquation avec l'expertise, le vendeur reçoit une « carte de marchand » (Händlerkarte) qui lui permet de proposer son objet à la vente dans la « salle des marchands » (Händlerraum). En revanche, si le vendeur s'obstine à proposer un prix trop haut, il ne reçoit pas de carte de marchand.
Ensuite, le vendeur entre dans la salle de marché face à cinq marchands, qui ne connaissent pas le prix donné par l'expertise,. S'ils désirent acheter l'objet présenté, les marchands font des propositions de prix qu'ils peuvent revoir à la hausse comme lors d'une vente aux enchères. Cependant, au contraire d'une vente aux enchères, les vendeurs peuvent refuser la proposition la plus haute des marchands et ne pas vendre leur article. Mais si le vendeur accepte la meilleure offre, il vend son article au mieux-offrant, qui lui règle la somme convenue en argent liquide. Les marchands financent leurs achats par leurs propres moyens.
Les objets proposés à la vente (en général, 6 par épisode) sont souvent des peintures, des meubles, des récipients en porcelaine, des figures de bronze, de vieux jouets, du vieux matériel technologique ou de vieux bijoux, et parfois des véhicules anciens.
L'émission appartient au genre « docutainment (de) ». Son fonctionnement est comparable à celui des émissions Kunst und Krempel (BR), Lieb & teuer (NDR), echt antik?! (SWR), Das Flohmarkt-Duell und Der Trödel-King (WDR), Schatz oder Trödel (HR), Der Trödeltrupp (RTL II), ainsi que des adaptations allemandes des émissions américaines Die Drei vom Pfandhaus (RTL Nitro) et Auction Hunters – Zwei Asse machen Kasse (DMAX).
Depuis 2017 France Télévisions (France 2) diffuse sur le même modèle Affaire conclue, émission également produite par Warner Bros, à raison de deux épisodes par jour. Cette émission remporte un vif succès avec jusqu'à 22,5 % de part d'audience.
Pour la saison 2018–2019, RTL a présenté son adaptation de l'émission britannique 4 Rooms, intitulée Die Superhändler. Depuis 1979, l'émission Antiques Roadshow de la BBC connaît un succès mondial.

### Les marchands
| Participation depuis | Participation jusqu'à | Marchand               |
| -------------------- | --------------------- | ---------------------- |
| 2013                 | 2013                  | Sandra Vanessa Schäfer |
| 2013                 | actuel                | Walter Lehnertz        |
| 2013                 | actuel                | Wolfgang Pauritsch     |
| 2013                 | actuel                | Fabian Kahl            |
| 2013                 | 2020                  | Ludwig Hofmaier        |
| 2014                 | actuel                | Susanne Steiger        |
| 2014                 | actuel                | Daniel Meyer           |
| 2015                 | 2015                  | Ansgar Heickmann       |
| 2015                 | actuel                | Friedrich Häusser      |
| 2015                 | actuel                | Julian Schmitz-Avila   |
| 2015                 | 2015                  | Fritz Breckheimer      |
| 2015                 | 2017                  | Saskia Montag-Seewald  |
| 2016                 | actuel                | Elke Velten-Tönnies    |
| 2015                 | 2016                  | Silke Köberlein        |
| 2016                 | 2016                  | Hans-Peter Ernst       |
| 2016                 | actuel                | Steffen Mandel         |
| 2016                 | actuel                | Markus Wildhagen       |
| 2016                 | actuel                | Esther Ollick          |
| 2016                 | actuel                | Jan Čížek              |
| 2016                 | actuel                | Elisabeth Nüdling      |
| 2017                 | 2018                  | Ahmed Abou-Chaker      |
| 2018                 | actuel                | Vechtel                |
| 2019                 | actuel                | Thorsden Schlößner     |
| 2019                 | actuel                | David Suppes           |
| 2020                 | actuel                | Roman Runkel           |
| 2021                 | 2021                  | Vincent Welz           |
| 2022                 | actuel                | Sarah Schreiber        |
| 2022                 | actuel                | van Katwijk            |
| 2023                 | actuel                | Benjamin Leo           |

## Diffusion

### Liste des saisons
L'émission est d'abord diffusée sur ZDFneo, puis le dimanche à 13 h 15 sur ZDF. Depuis le 18 mai 2015, Bares für Rares occupe la plage horaire quotidienne jusqu'alors réservée à l'émission culinaire Topfgeldjäger (de).
| Saison (no ) | Nombre d'épisodes | Début de diffusion (Allemagne) | Fin de diffusion (Allemagne) | Notes                                                                     |
| ------------ | ----------------- | ------------------------------ | ---------------------------- | ------------------------------------------------------------------------- |
| 1            | 6                 | 4 août 2013                    | 8 septembre 2013             | diffusé le dimanche                                                       |
| 2            | 19                | 5 janvier 2014                 | 22 juin 2014                 | diffusé le dimanche                                                       |
| 3            | 6                 | 28 septembre 2014              | 9 novembre 2014              | diffusé le dimanche                                                       |
| 4            | 51                | 18 janvier 2015                | 11 septembre 2015            | initialement diffusé le dimanche ; en semaine à 15 h 5 à partir du 18 mai |
| 5            | 7                 | 13 septembre 2015              | 25 octobre 2015              | en semaine à 15 h 5                                                       |
| 6            | 107               | 28 décembre 2015               | 10 juin 2016                 | en semaine à 15 h 5                                                       |
| 7            | 208               | 29 août 2016                   | 31 juillet 2017              | en semaine à 15 h 5                                                       |
| 8            |                   | 4 septembre 2017               |                              | en semaine à 15 h 5                                                       |

Depuis le 19 août 2017, l'émission est également diffusée le samedi à 16 h 05.

### Rediffusions

#### Rediffusions retravaillées
En 2014 et 2015, 44 rediffusions retravaillées comprenant des séquences inédites sont diffusées dans le programme d'après-midi sur ZDF.
| Saison (no ) | Nombre d'épisodes | Début de diffusion (Allemagne) | Fin de diffusion (Allemagne) | Notes                          |
| ------------ | ----------------- | ------------------------------ | ---------------------------- | ------------------------------ |
| 1            | 20                | 14 juillet 2014                | 8 août 2014                  | du lundi au vendredi à 15 h 05 |
| 2            | 24                | 26 mai 2015                    | 24 juillet 2015              | du lundi au vendredi à 15 h 05 |

#### Moments favoris
| Saison (no ) | Nombre d'épisodes | Début de diffusion (Allemagne) | Fin de diffusion (Allemagne) | Horaires                       |
| ------------ | ----------------- | ------------------------------ | ---------------------------- | ------------------------------ |
| 1            | 22                | 10 juillet 2016                | 20 novembre 2016             |                                |
| 2            | 20+               | 1 janvier 2017                 | inconnu                      | généralement le dimanche matin |

## Récompenses et nominations
En 2017, l'émission est nommée au Prix de la télévision allemande (de) (catégorie Bestes Factual Entertainment) et au prix Grimme.
En 2018, Bares für Rares remporte la Goldene Kamera du meilleur format dokutainment à l'issue d'un vote du public.

## Versions étrangères
Le format de télévision entièrement créé en Allemagne a été exporté dans six pays dans le monde.
| Pays                        | Nom de l'émission                      | Présentateur    | Chaîne   | Première diffusion | Dernière diffusion |
| --------------------------- | -------------------------------------- | --------------- | -------- | ------------------ | ------------------ |
| France                      | Affaire conclue                        | Sophie Davant   | France 2 | 21 août 2017       | En cours           |
| Italie                      | Cash or Trash - Chi offre di più? (it) | Paolo Conticini | Nove     | 4 octobre 2021     | En cours           |
| Royaume-Uni                 | The Bidding Room                       | Nigel Havers    | BBC One  | 2020               | 2020               |
| Pays-Bas Belgique (Flandre) | Cash or Trash (nl)                     | Martien Meiland | SBS 6    | 23 octobre 2019    | 14 avril 2020      |
| Autriche                    | Bares für Rares Österreich             | Roland Gruschka | ServusTV | 2020               | 2020               |
| Maroc                       | آخر ثمن                                | Samia Akariou   | 2M       | 2020               | En cours           |